# Max Rudeloff (Mediziner)

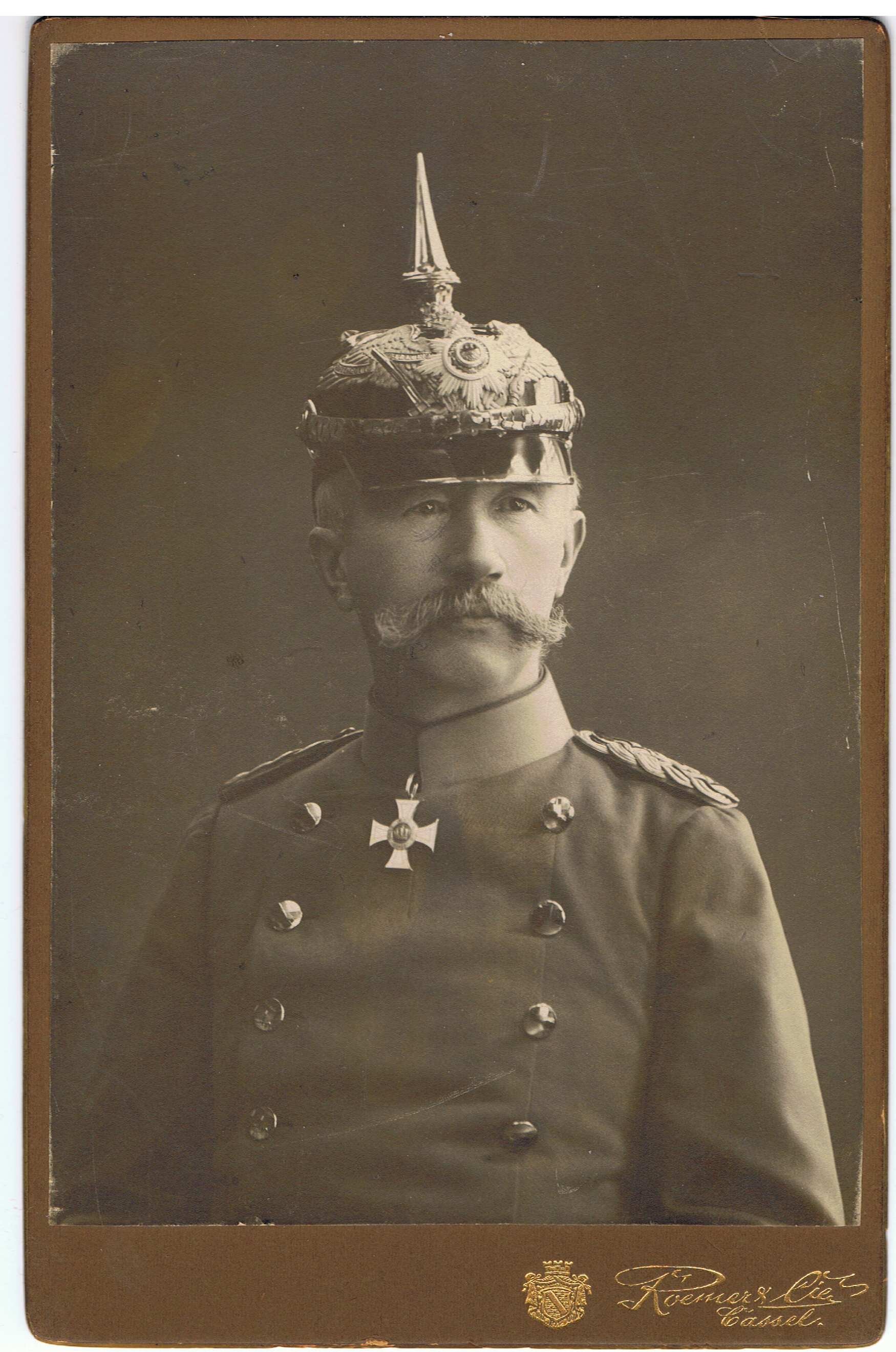
Generalarzt Max Rudeloff, nach 1901.

Max Ernst Rudeloff (* 14. März 1848 in Neuhaldensleben; † 5. Januar 1916 in Berlin) war ein deutscher Sanitätsoffizier, zuletzt im Rang eines Obergeneralarztes.

## Leben
Max Rudeloff wurde in Neuhaldensleben als Sohn des Ratsherren Christian Ludwig Rudeloff geboren und besuchte das Domgymnasium Magdeburg. Vom 25. April 1869 bis zum  30. September 1873 war er am  Medicinisch-chirurgischen Friedrich-Wilhelms-Institut in Berlin. 1869 wurde er im Pépinière-Corps Suevo-Borussia recipiert. Er zeichnete sich als Subsenior und Senior aus. Am 9. August 1870 trat er in das Kaiser Franz Garde-Grenadier-Regiment Nr. 2 der Preußischen Armee ein. Am 2. August 1873 wurde er an der Friedrich-Wilhelms-Universität Berlin zum Dr. med. promoviert.
Am 25. September 1874, zeitgleich mit der Beförderung zum Unterarzt, wurde er zum Holsteinischen Feldartillerie-Regiment Nr. 24 kommandiert. Von hier ging er 1878 als Assistenzarzt 2. Klasse (Beförderung am 31. Mai 1875) an das Invalidenhaus Berlin und wurde hier 1879 Assistenzarzt 1. Klasse. 1884 war er als Stabsarzt (Beförderung am 24. Februar 1883 beim Pionier-Bataillon 11) am medizinisch-chirurgischen Friedrich-Wilhelm-Institut. 1886 wurde er Bataillonsarzt im Garde-Grenadier-Regiment 2 und 1893 beim Königin Augusta Garde-Grenadier-Regiment Nr. 4 (Spandau) Oberstabsarzt 2. Klasse. 1895 war er hier Regimentsarzt. Ein Jahr später ging er zurück zum Garde-Grenadier-Regiment 2. Zum Generaloberarzt wurde er 1899 befördert und war dann Divisionsarzt der 29. Division. Von hier  wechselte er 1900 zur 7. Division. 1907 wurde er als Generalarzt und Korpsarzt des VII. Armee-Korps, was er seit dem 19. Januar 1901 war, zum Inspektor der 8. Sanitäts-Inspektion berufen. Später kam er als Inspektor zur 3. Sanitäts-Inspektion nach Kassel. In dieser Position wurde er 1910 zur Disposition gestellt, im Ersten Weltkrieg aber wieder reaktiviert. Rudeloff starb 1916 als Chef des Sanitätsamtes der militärischen Institute nach kurzer Krankheit.
Verheiratet war Rudeloff seit dem 19. März 1885 mit Elise geb. Frentzel.